# Kanoco
Kanoco（カノコ、2月6日 - ） は、日本の女性ファッションモデル。
兵庫県出身。バークインスタイル所属。

## 略歴
2010年に上京してモデル活動を開始。『オズマガジン』『リンネル』『ONKUL』などの雑誌でモデルとして活動。
2016年に「アンリアレイジ」 (ANREALAGE) デザイナーの森永邦彦と結婚。

## 書籍

### 雑誌
- OZ magazine（2016年 - スターツ出版） - 表紙モデル。
- リンネル（2011年 - 宝島社） - レギュラーモデル。
- 装苑（2011年 - 文化出版局） - レギュラーモデル。
- SPRiNG（2015年 - 宝島社） - レギュラーモデル。
- ONKUL（2017年 - 三栄書房） - レギュラーモデル。